# سیمئون یکم
سیمئون یکم (به بلغاری: Симеон I Велики) نخستین امپراتور بلغار بود که در سال ۸۹۳ میلادی این لقب را به خود داد. سیمئون در قسطنطنیه تحصیل کرده بود. در دربار او مترجمان گرد آمده بودند تا وقایع نامه‌ها، موعظه‌ها و داستانها را از یونانی به اسلاو ترجمه کنند. در پایتخت وسیعش ساختمان‌ها یادآور جلال و شکوه قسطنطنیه بود. در دوران او، قلمرو بلغارها از رود دانوب در شمال تا مقدونیه در جنوب و دریای سیاه در شرق تا صربستان و کرواسی در غرب، گسترده بود و امپراطوری بلغار به وسیعترین حالت خودش رسید.